# Coleraine F.C.
Coleraine Football Club – północnoirlandzki klub piłkarski z siedzibą w mieście Coleraine.
Coleraine jest jednym z najbardziej utytułowanych klubów Irlandii Północnej poza wielką dwójką z Belfastu ("Belfast Big Two") Linfield F.C. i Glentoran F.C. Klub zdobył raz mistrzostwo kraju (w 1974) i pięciokrotnie puchar kraju, ostatnio w 2003 roku. Coleraine jest jedynym klubem północnoirlandzkiej ligi, który dwa razy z rzędu wygrał ogólnoirlandzki turniej Blaxnit Cup (w 1969 i 1970).

## Osiągnięcia
- Mistrz Irlandii Północnej: 1973/74
- Puchar Irlandii Północnej (Irish Cup) (6): 1964/65, 1971/72, 1974/75, 1976/77, 2002/03, 2017/18
- Puchar Ligi (Irish Football League Cup): 1987/88
- Gold Cup (4): 1932, 1958, 1969, 1975
- Top Four Trophy: 1968/69
- City Cup (2): 1953/54, 1968/69
- Ulster Cup (7): 1965/66, 1968/69, 1969/70, 1972/73, 1975/76, 1985/86, 1996/1997
- Blaxnit Cup (2): 1969, 1970
- North West Senior Cup (19): 1955, 1956, 1958, 1959, 1961, 1968, 1970, 1981, 1982, 1983, 1988, 1989, 1992, 1995, 2001, 2003, 2005, 2008, 2010

## Historia

### Założenie klubu i pierwsze sukcesy
Coleraine założony został w czerwcu 1927 roku w miejscowym budynku Orange Hall. Klub powstał z połączenia klubów Coleraine Olympic i Coleraine Alexandra. Początkowe barwy klubu były białe i stąd wywodzi się przydomek klubu – "The Lilywhites". Pierwszym sukcesem klubu było zwycięstwo w turnieju Gold Cup w 1932 roku.
W 1948 roku Coleraine pierwszy raz w swej historii dotarł do finału Pucharu Irlandii Północnej (Irish Cup), gdzie przegrał 0:3 z Linfield. Kolejny raz w finale północnoirlandzkiego pucharu klub znalazł się w 1953 roku, gdzie znów przegrał z Linfiled, tym razem aż 0:5. W latach 50. klub w sezonie 1953/54 wygrał City Cup, a w 1958 Gold Cup.

### Lata 60. i 70. XX wieku
W 1961 roku prezes klubu Jack Doherty zdołał przekonać Bertie Peacocka, by ten po opuszczeniu Celtic Glasgow podpisał kontrakt z klubem Coleraine. Był to jeden z najważniejszych transferów w historii klubu. W 1965 roku Coleraine pierwszy raz w swych dziejach zdobył Puchar Irlandii Północnej, pokonując na Windsor Park Glenavon 2:1 po bramkach Shauna Dunlopa i Dereka Irwina. Dzięki temu sukcesowi Coleraine zadebiutował w europejskich pucharach, a pierwszym przeciwnikiem okazało się Dynamo Kijów. W 1969 i 1970 klub dwa razy z rzędu zdobył Blaxnit Cup.
W 1969 roku w Pucharze Miast Targowych 1969/70 Coleraine po wyjazdowej porażce 2:3 pokonał u siebie 4:0 luksemburski klub Jeunesse Esch i pierwszy raz w swej historii awansował do drugiej rundy europejskich pucharów.
W 1970 roku w drugim starcie w Pucharze Miast Targowych 1970/71 Coleraine zmierzył się ze szkockim Kilmarnock. Po remisie 1:1 w pierwszym meczu na własnym boisku The Bannsiders w drugim, wyjazdowym meczu, sprawili wielką sensację i wygrali 3:2 dzięki hat-trickowi Desa Dicksona.
W 1972 roku Coleriane drugi raz wygrał Puchar Irlandii Północnej, pokonując w finale 2:1 Portadown, po bramkach Desa Dicksona i Ivana Murraya. Po wodzą Bertie Peacocka drużyna, w której składzie grali Des Dickson, Johnny McCurdy, Ivan Murray, Michael Guy czy Vince Magee zdobyła w sezonie 1973/74 mistrzostwo Irlandii Północnej, wyprzedzając Portadown. W 1974 roku Bertie Peacock zrezygnował z posady, a jego miejsce zajęli Ivan Murray i Johnny McCurdy. Murray zajmował posadę trenera klubu do 1978 roku, dwukrotnie sięgając po Puchar Irlandii Północnej – w obu przypadkach Coleraine pokonał klub Linfield. W 1975 konieczne było rozegranie trzech meczów finałowych, zanim o ostatecznym triumfie nie zadecydował w trzecim meczu gol Jima "Changa" Smitha. W 1977 roku Coleraine po bramkach Liama Becketta, Desa Dicksona, Frankie Moffatta i Michaela Guya wygrał wysoko 4:1. Po tym zwycięstwie klub przez 26 lat nie zdobył żadnego z istotnych trofeów krajowych.

### Lata 80. i 90. XX wieku
W latach 80. klub dwukrotnie awansował do finału krajowego pucharu, jednak dwukrotnie przegrał – w 1982 roku z Linfield, a w 1986 z Glentoran. W połowie lat 80. klub trzy razy z rzędu został wicemistrzem Irlandii Północnej, za każdym razem przegrywając walkę o mistrzostwo z klubem Linfield. W pierwszej połowie lat 90. klub spisywał się znacznie słabiej, znajdując się na krawędzi spadku. Gdy w sezonie 1994/95 pierwszą ligę podzielono na dwie ligi (Premier Division i First Division), Coleraine znalazł się w drugiej lidze (First Division). Ponieważ kierowany przez Kennyego Shielsa zespół Coleraine wygrał inauguracyjny sezon nowej drugiej ligi (First Division), po rocznej banicji znów znalazł się w najwyższej lidze. W następnym sezonie klub wygrał Ulster Cup oraz zdobył wicemistrzostwo kraju, dając się wyprzedzić tylko przez Crusaders Belfast.

### Wejście w nowe tysiąclecie
Po słabym starcie w sezonie 1999/2000, Shiels został zastąpiony przez Marty'ego Quinna, który doprowadził drużynę do wicemistrzostwa (za Linfieldem), półfinału Pucharu Irlandii Północnej oraz do finału Coca-Cola Cup. W następnych dwóch sezonach Coleraine kończył na 4. miejscu – w obu przypadkach z walki o tytuł eliminowała drużynę nierówna forma. W sezonie 2002/03 Coleraine zajął trzecie miejsce oraz pierwszy raz od 1986 roku awansował do finału krajowego pucharu. W finale przeciwnikiem była krajowa potęga – klub Glentoran Belfast. Zwycięską bramkę zdobył Jody Tolan i Glentoran, pomimo wysiłków, nie zdołał wyrównać. W następnym sezonie Coleraine ponownie dotarł do finału Pucharu Irlandii Północnej, gdzie znów trafił na Glentoran. Ponownie w meczu padła tylko jedna bramka, jednak tym razem zwycięzcą była drużyna z Belfastu.

### Ostatnie lata
W sezonie 2003/04 klub dotknęły poważne kłopoty finansowe. Redukcja budżetu sprawiła, że wielu czołowych graczy opuściło klub, jednak pomimo tego udało się zająć w lidze 6. miejsce.
Latem 2005 roku doszło do jeszcze większych cięć budżetowych, na skutek czego klub opuściła kolejna grupa czołowych piłkarzy. W sierpniu z powodu długu, który osiągnął wielkość 1.3 miliona £, klub Coleraine był bliski rozwiązania. Sądzono powszechnie, że mecz towarzyski, rozegrany 9 sierpnia z drużyną Portstewart będzie ostatnim w dziejach klubu. Nie doszło do tego dzięki energicznym działaniom grupy kibiców Friends of Coleraine, którzy przekonali sąd, by pozwolił przygotować plan naprawy klubu. Ostatecznie sąd stanął po stronie kibiców, pozwalając utworzyć nową administrację i powołać kierujący klubem komitet. Zaraz po uratowaniu klubu piłkarze pokonali klub Institute i po raz 17. zdobyli North West Senior Cup. Gdy miejsce w lidze było już zapewnione, Friends of Coleraine oficjalnie przejęli kontrolę nad klubem i wyznaczyli nowy zarząd. W sezonie 2006/07 klub zajął 7. miejsce. Obecnie drużyna składa się wyłącznie z piłkarzy z miasta Coleraine oraz z okolic.

## Europejskie puchary
Legenda do wszystkich tabel:
- Q – runda eliminacyjna, 1/16, 1/8, 1/4, 1/2 – odpowiednia faza rozgrywek, Grupa – runda grupowa, 1r gr – pierwsza runda grupowa, 2r gr – druga runda grupowa, F – finał, R – runda, PO – play-off
- k. – rzuty karne, los. – losowanie, Dogr. – dogrywka, w. – zasada bramek strzelonych na wyjeździe

| Sezon   | Rozgrywki                 | Runda | Przeciwnik           | Dom             | Wyjazd          | Ogólnie         |
| ------- | ------------------------- | ----- | -------------------- | --------------- | --------------- | --------------- |
| 1965/66 | Puchar Zdobywców Pucharów | 1R    | Dynamo Kijów         | 1–6             | 0–4             | 1–10            |
| 1969/70 | Puchar Miast Targowych    | 1R    | Jeunesse Esch        | 4–0             | 2–3             | 6–3             |
| 1969/70 | Puchar Miast Targowych    | 2R    | RSC Anderlecht       | 3–7             | 1–6             | 4–13            |
| 1970/71 | Puchar Miast Targowych    | 1R    | Kilmarnock           | 1–1             | 3–2             | 4–3             |
| 1970/71 | Puchar Miast Targowych    | 2R    | Sparta Rotterdam     | 1–2             | 0–2             | 1–4             |
| 1974/75 | Puchar Europy             | 1R    | Feyenoord            | 1–4             | 0–7             | 1–11            |
| 1975/76 | Puchar Zdobywców Pucharów | 1R    | Eintracht Frankfurt  | 2–6             | 1–5             | 3–11            |
| 1977/78 | Puchar Zdobywców Pucharów | 1R    | Lokomotive Leipzig   | 1–4             | 2–2             | 3–6             |
| 1982/83 | Puchar Zdobywców Pucharów | 1R    | Tottenham Hotspur    | 0–3             | 0–4             | 0–7             |
| 1983/84 | Puchar UEFA               | 1R    | Sparta Rotterdam     | 1–1             | 0–4             | 1–5             |
| 1985/86 | Puchar UEFA               | 1R    | Lokomotive Leipzig   | 1–1             | 0–5             | 1–6             |
| 1986/87 | Puchar UEFA               | 1R    | FC Stahl Brandenburg | 1–1             | 0–1             | 1–2             |
| 1987/88 | Puchar UEFA               | 1R    | Dundee United        | 0–1             | 1–3             | 1–4             |
| 1997/98 | Puchar UEFA               | 1Q    | Grasshoppers         | 1–7             | 0–3             | 1–10            |
| 2000/01 | Puchar UEFA               | Q     | Örgryte IS           | 1–2             | 0–1             | 1–3             |
| 2002    | Puchar Intertoto          | 1R    | UE Sant Julià        | 5–0             | 2–2             | 7–2             |
| 2002    | Puchar Intertoto          | 2R    | Troyes AC            | 1–2             | 1–2             | 2–4             |
| 2003/04 | Puchar UEFA               | Q     | União Leiria         | 2–1             | 0–5             | 2–6             |
| 2017/18 | Liga Europy               | 1Q    | Haugesund            | 0–0             | 0–7             | 0–7             |
| 2018/19 | Liga Europy               | 1Q    | Spartak Subotica     | 0–2             | 1–1             | 1–3             |
| 2020/21 | Liga Europy               | PQ    | La Fiorita           | 1–0 (D)         | 1–0 (D)         | 1–0 (D)         |
| 2020/21 | Liga Europy               | 1Q    | NK Maribor           | 1–1 (W), k: 5–4 | 1–1 (W), k: 5–4 | 1–1 (W), k: 5–4 |
| 2020/21 | Liga Europy               | 2Q    | Motherwell           | 2–2 (D), k: 0–3 | 2–2 (D), k: 0–3 | 2–2 (D), k: 0–3 |
| 2021/22 | Liga Konferencji Europy   | 1Q    | Velež Mostar         | 1–2             | 1–2             | 2–4             |